# Art-School
 (mars 2018).
Si vous disposez d'ouvrages ou d'articles de référence ou si vous connaissez des sites web de qualité traitant du thème abordé ici, merci de compléter l'article en donnant les références utiles à sa vérifiabilité et en les liant à la section « Notes et références ».
Art-School (アートスクール) est un groupe de rock japonais, originaire d'Osaka, fondé en 2000 et composé de quatre membres.

## Historique
Après avoir tenté de démarrer une carrière en solo, Riki Kinoshita décide de former en 2000 le groupe Art-School, avec ses musiciens de sessions. Ils signent chez 123 Records, un label indépendant, et sortent leur premier mini album, Sonic Dead Kids.
En 2001, ils sortent un deuxième mini album, Mean Street, puis leur premier single, Miss World.
2002 marque leur arrivée en major, puisqu'ils signent chez EMI Music Japan. Sous ce nouveau label, ils sortent un nouveau single, Diva, puis leur premier album, Requiem for Innocence. L'année suivante, sortent les singles Evil et Under my Skin, puis leur deuxième album Love/Hate, mais marque surtout le départ de Jun Oyama, le guitariste, et Hidezaku, le bassiste.
Début 2004 sort l'album live, Boys Don't Cry, dernière sortie sur le label EMI. En effet, ils signent chez VeryApe Records, et intègrent au passage le guitariste Masafumi Todaka et le bassiste Takeshi Uno, jusque-là musiciens de session.
Sous ce nouveau label, ils sortent deux minis album, Scarlet et Lost in the Air
En 2005, ils changent de nouveau de label, et signent chez Pony Canyon. Ils partent alors à Glasgow, en Écosse, enregistrer leur troisième album, Paradise Lost. Ils enregistrent au Castle of Doom Studios, fondé par Tony Doogan et le groupe Mogwai. Barry Burns du groupe Mogwai apparaît sur plusieurs chansons au clavier. D'autres invitées apparaissent sur l'album, comme la chanteuse écossaise Emma Pollock et les chanteuses japonaises ACO et Achico. La tournée de cet album sortira en DVD, Sleep Flower, fin 2005.
L'année suivante, ils sortent l'album Missing, qui est une compilation des minis albums Scarlet et Lost in the Air, devenu impossible à trouver, accompagner de deux morceaux inédits.
Début 2007, ils sortent leur quatrième album, Flora, suivi du DVD de la tournée de Flora et du mini album 左ききのキキ (Hidarikiki no kiki).
En 2008 sortent le même jour le premier best of du groupe Ghosts & Angels, et un nouveau mini album Illmatic Baby.
En avril 2009, Yuichi Sakurai annonce son départ du groupe, il sera remplacé dès le 21 mai par Hiroyuki Suzuki à la batterie. Mi 2009 sort leur cinquième album 14Souls.

## Discographie

### Singles
- Miss World - 07/09/2001
- Diva - 30/10/2002
- Evil - 11/04/2003
- Under My Skin - 29/09/2003
- Freesia (フリージア) - 19/04/2006
- Tupero Honey (テュペロ・ハニー) - 20/12/2006
- Skirt no Iro wa Ao (スカートの色は青) - 26/07/2017 (digital)

### Mini Album
- Sonic Dead Kids - 08/09/2000
- Mean Street - 06/04/2001
- Charlotte E.P (シャーロット.E.P) - 05/04/2002
- Swan Song - 30/07/2003
- Scarlet - 04/08/2004
- Lost In The Air - 09/02/2005
- Ato 10byo De (あと10秒で) - 22/06/2005
- Hidarikiki No Kiki (左ききのキキ) - 19/09/2007
- Illmatic Baby - 15/10/2008
- Anesthesia - 07/07/2010
- The Alchemist - 23/03/2013

### Albums
- Requiem For Innocence - 27/11/2002
- Love/Hate - 12/11/2003
- Paradise Lost - 19/10/2005
- Flora - 28/02/2007
- 14souls - 05/08/2009
- Baby Acid Baby - 01/08/2012
- You - 09/04/2014
- Hello darkness, my dear friend - 18/05/2016
- In Colors - 07/03/2018

### Compilations
- Boys Don't Cry - 17/03/2004 (live album)
- Missing - 06/09/2006 (compilation de mini-albums)
- Ghosts & Angels - 15/10/2008 (best album)
- Cemetery Gates - 25/01/2017 (B-side best album)

### DVD
- sleep flowers - 21/12/2005
- Tour'07“Flora”Live&Document - 19/09/2007
- Art-School Live At Studio Coast - 07/03/2012
- Art-School Live 〜2015.02.13 At Studio Coast〜 - 20/05/2015

### Demo
Trois démos ont été réalisées en 2000.